# Fytin
Fytin (C6 H18 O24P6) er navnet på en organisk syre som er en fosforsyreester af en alkohol ved navn inosit. Det findes i form af salte (der benævnes fytater) i alle kornsorter, idet ca. 2/3 til 4/5 af fosforindholdet i korn indgår som fytinforbindelser, der derfor er ernæringsfysiologisk interessante.
Fytin danner et uopløseligt kalksalt, og hvis føde derfor indeholder fytin, vil fytin i tarmkanalen udskilles som uopløseligt kalksalt med det resultat, at en del af fødens værdifulde indhold af kalk uudnyttet bortgår med afføringen; i visse tilfælde kan denne afkalkning af føden fremkalde sygelige tilstande . Udover kalk (kalcium) binder fytaterne også mineralerne zink, jern og magnesium. Den binding som fytin foretager af mineralerne, er så stærk, at f.eks. vegetarer og veganere advares mod at spise hvedeprodukter i større omfang, idet der er risiko for at der opstår zinkmangel, uanset at hvede er en af de mest zinkrige fødemidler, som vi har. Også andre befolkningsgrupper er i farezonen, f.eks. småttærende befolkningsgrupper, som ældre.
Ved omdannelsen af korn til levnedsmidler (fx ved tilberedelsen af brød) må man derfor tilstræbe at spalte fytinet, således at det ikke længere kan binde kalk. Heldigvis findes i de fleste kornsorter et enzym ved navn fytase, som ved tilberedningen af brød spalter fytin. Produkterne ved spaltningen, inosit og fosforsyre, binder ikke kalk.
Spaltningen af fytinen kan ske på to måder:
- dejen ved brødbagning står 24 timer (langtidshævet brød) i et lunt miljø før bagningen[3]
- kornet og/eller frøene står i blød i 24 timer. Denne metode blev anbefalet langt op i 1900-tallet af en anden grund, idet tilberedningen bliver væsentligt hurtigere, således at der bliver sparet energi[6].

Metoden hvor kornet eller frøene står i blød giver det bedste og hurtigste resultat.
Formålet fra moderplantens side er at give frøet eller kornet en madpakke med. Fytinen binder mineralerne, indtil frøet skal spire. Når frøet skal spire, begynder fytase-enzymet at virke sådan, at madpakken (mineralerne) er klar til at gavne den lille ny plante. Fytase-enzymet påvirkes til at virke, når de rette forhold er til stede, det vil sige, når der er vand og varme i miljøet til den ny plante.
Den danske fysiolog J.G.A. Pedersen gjorde i 1940 den betydningsfulde opdagelse, at medens havre har et lignende fytinindhold som de øvrige kornsorter, indeholder den ikke fytase (fytase-enzymet hos havre bliver ødelagt under valsningen og ristningen af havrekernerne til havregryn) og indtagelsen af havregrød eller –gryn bevirker derfor, at legemet lider et kalktab, som man i Danmark modvirker ved at tilsætte kalk til havregrynene. Bager Ove Heinze fra Michaels Bageriet fortalte, at problemet med havregryn kunne løses uden at tilsætte kalk, hvis man satte havregryn i blød natten før brug tilsat en skefuld hvedemel. Årsagen hertil er at fytasen i hvede ikke ødelægges under malingen af hvedekorn til mel. Fytasen i hvedemelet kunne derfor nedbryde fytinen såvel i selve hvedemelet som i havregrynene.
Såfremt melet, kernerne eller frøet ikke har stået i blød, det vil sige at der ikke er foregået nogen form for nedbrydning af fytinen, så vil mineralerne kalcium, zink, magnesium og jern stadig være bundet til fytinen og passere igennem fordøjelsekanalen uden at blive anvendt. Maden vil derfor få delvis karakter af junkfood, det vil sige føde uden stor ernæringsmæssig værdi udover den kaloriemæssige. I perioden 1954 til 1987 var det lovpligtigt at tilsætte jern m.v.  til blandt andet hvedemel og rugmel, uanset at begge melsorter indeholder store mængder jern. Men hvedemelets og rugmelets jern er bundet af fytinen, således at lovgiverne fandt det nødvendigt med tilsætning af jern, der ikke var bundet.